# Рийаз ал-Кудс
«Рийаз ал-Кудс» («Святые цветники»; азерб. Riyazül-Güds) — прозаическое религиозное сочинение азербайджанского писателя и просветителя Аббас-Кули-аги Бакиханова, посвящённое событиям в Кербале, жизни и деяниям главных святых шиитского ислама. «Рийаз ал-Кудс» относится к раннему кубинскому периоду творчества Бакиханова, когда он, по-видимому, готовился к принятию духовного звания. Написано сочинение осенью 1820 года на азербайджанском языке по просьбе шиитских горожан (по словам самого автора, он написал это сочинение для шиитских прихожан в Кубе в 1236 году хиджры). В произведении в романтической и преувеличенной форме описывается трагическая судьба Хусейна, сына четвёртого халифа Али. 
«Рийаз ал-Кудс» является одной из ранних прозаических работ Бакиханова и хронологически первым его крупным эпическим произведением. Состоит «Рийаз ал-Кудс» из четырнадцати глав. В каждой главе описывается определённое событие. Главы представлены в форме самостоятельных новелл, которые связаны друг с другом и дополняют друг друга. Также следует отметить, что в прозаический текст произведения вставлены стихотворения.
Произведение Бакиханова «Рийаз ал-Кудс» написано под сильным влиянием шиитской религиозной литературы и по своему сюжету прямо восходит к ней. Оно, по собственному признанию автора, является свободным переложением сочинения ахунда Мухаммад-Багира «Джила ал-Уйун» на азербайджанском языке. Однако, следуя примеру поэта XVI века Физули, Бакиханов сделал значительные сокращения и ввёл дополнения из других источников. Изложение канонических преданий, связанных с деяниями и поступками имамов, Бакиханов предупреждает собственными лирическими элегиями, прямо сходными с соответствующими элегиями Физули из «Хадикат ус-Суада». Таким образом, воспевая каждую каноническую притчу лирикой, Бакиханов старался придать ей восторженный, трагически скорбный характер.
Единственный список рукописи произведения под названием «Китаби-рийазул-гудс» хранится в Институте рукописей Национальной академии наук Азербайджана в Баку.